# 可分扩张
可分扩张是抽象代数之域扩张理论中的概念。如果一个代数扩张L/K满足：任何一个L中元素在基域K上的极小多项式都是可分多项式，那么这个扩张就称作可分扩张。由于特征为0的域（包括常见的有理数域{\displaystyle \mathbb {Q} }）以及有限域都是完美域，任何这些域上的代数扩张都是可分扩张，因此可分扩张在域论研究中十分重要。可分扩张还是伽罗瓦扩张的条件之一，因此它在伽罗瓦理论中也扮演了重要的角色。

## 简介
域扩张理论和多项式有紧密的关系。给定一个基域K并固定其某个代数闭包Kalg，所有K-多项式f（即以K中元素为系数的多项式）都在Kalg中有根，即存在rf，使得f(rf) = 0。考虑集合{\displaystyle Z_{f}=\{r\in K^{\mathrm {alg} };\;f(r)=0\}}。Zf包含了f所有的相异的根，它的元素个数不会超过多项式f的次数，但也不总等于多项式f的次数。例如有理数系数的三次多项式{\displaystyle X^{3}-X}有三个不同的根：1、0和-1，相异根的个数等于多项式次数。但同样是三次多项式{\displaystyle X(X-1)^{2}}就只有两个根：0和1。
尽管随着代数闭包Kalg变化，多项式f的根的形式可以不一样，但多项式相异根的个数是它的内禀属性。这个属性对应着域扩张理论中的可分扩张与不可分扩张。

## 多项式的重根与可分多项式
给定域扩张L/K以及K-多项式f。如果某个L中元素α是f的根，那么f可以分解为两个L-多项式的乘积：
{\displaystyle f=(X-\alpha )g}.
其中g是一个次数比f少1的多项式。如果α也是g的根，那么α就被称作是多项式f的重根。有重根的多项式，相异根的个数必然严格小于它的次数。这样的多项式称为不可分多项式。反之称为可分多项式。
在f的分裂域中，可以更清楚的看到重根。给定f的分裂域F/K後，由于f在F中可以完全分解为一次因式的乘积：
{\displaystyle f=\kappa (X-\alpha _{1})(X-\alpha _{2})\cdots (X-\alpha _{k}),\;\kappa \in K,\;\alpha _{1},\alpha _{2},\cdots ,\alpha _{k}\in F}.
因此可以看出是否有两个根相同。
尽管f的根常常在扩域中，但“f是否有重根”的判断可以直接在K中进行。考虑f的形式导数多项式D( f )。如果f和D( f )互素，则f没有重根。否则，f和D( f )的公因子就是由f的重根组成的多项式。互素的具体判别方式为：
如果存在K-多项式p和q，使得pf + qD( f ) = 1，则f和D( f )互素。

## 定义
一个代数扩张L/K是可分扩张，当且仅当对L中任一给定元素α，α在K上的极小多项式没有重根。

## 可分元素与可分次数
给定一个域扩张L/K，如果L中某个元素α在K上的极小多项式没有重根，就称它为K上的可分元素。显然所有K中元素都是K上的可分元素。所有可分元素构成一个域，记作Ls是域扩张L/K的中间域。子扩张Ls/K的次数[Ls : K]称为L/K的可分次数，记作[L : K]s。如果Ls = L，则L/K是可分扩张。
当L/K是有限扩张时，可以定义不可分次数[L : K]i := [L : K]/[L : K]s。L/K是可分扩张等价于说不可分次数等于1。

## 性质
- 如果L/F、F/K都是代数扩张，那L/K是可分扩张当且仅当L/F和F/K都是可分扩张。
- 假设L/K是可分扩张，M/K是任意扩张，并且LM存在，那么LM/K也是可分扩张。
- 由以上两个性质可以推出，对于任何域K，在它的代数闭包Kalg里，所有在K上可分的元素可以构成一个域。称这个域为K的可分闭包，记作Ksep。
- 如果L/K是有限可分扩张，那L/K之间只存在有限多个中间域，由本原元定理得出，L/K存在本原元，即存在{\displaystyle \alpha \in L}使得{\displaystyle L=K(\alpha )}。